# Ronde van Istanbul
De Ronde van Istanbul is een meerdaagse wielerwedstrijd die in de Turkse stad Istanbul sinds 2023 jaarlijks wordt verreden. De eerste editie werd gewonnen door de Deen Gustav Wang, de tweede editie werd gewonnen door de Fransman Mathieu Burgaudeau. De wedstrijd wordt beslist over vier etappes en vindt plaats in september.
De wedstrijd is sinds zijn oprichting in 2023 onderdeel van de UCI Europe Tour en kent een classificatie van 2.1.

## Lijst van winnaars

### Overwinningen per land
| Overwinningen | Land                  |
| ------------- | --------------------- |
| 1             | Denemarken, Frankrijk |